# Abseudrapa lancinata
Abseudrapa lancinata är en fjärilsart som beskrevs av Emilio Berio 1956. Abseudrapa lancinata ingår i släktet Abseudrapa och familjen nattflyn. Inga underarter finns listade i Catalogue of Life.